# Jan Libíček
Jan Libíček (* 28. September 1931 in Zlín; † 24. Mai 1974 in Prag) war ein tschechischer Schauspieler.

## Leben
Jan Libíček studierte Mitte der 1950er-Jahre Schauspielerei an der Akademie der Musischen Künste in Prag. Dort wirkte er später auf zahlreichen Theaterbühnen, darunter beim Divadlo Na zábradlí und beim Divadlo Komedie.
Zusätzlich trat Libíček zwischen 1962 und seinem frühen Tod als Schauspieler in über 90 tschechischen Film- und Fernsehproduktionen vor die Kamera. Der füllige Charakterdarsteller spielte meist komische, aber gutherzige Nebenrollen. Im deutschsprachigen Raum erlangte er hauptsächlich durch den Märchenfilm Drei Haselnüsse für Aschenbrödel aus dem Jahr 1973 einige Bekanntheit. In diesem Film stellte er die Rolle des pflichtbewussten Präzeptors dar, dessen Versuche, dem Prinzen Unterricht zu erteilen, weitestgehend erfolglos bleiben.
Jan Libíček starb am 24. Mai 1974 im Alter von 42 Jahren.

## Filmografie (Auswahl)
- 1962: Baron Münchhausen

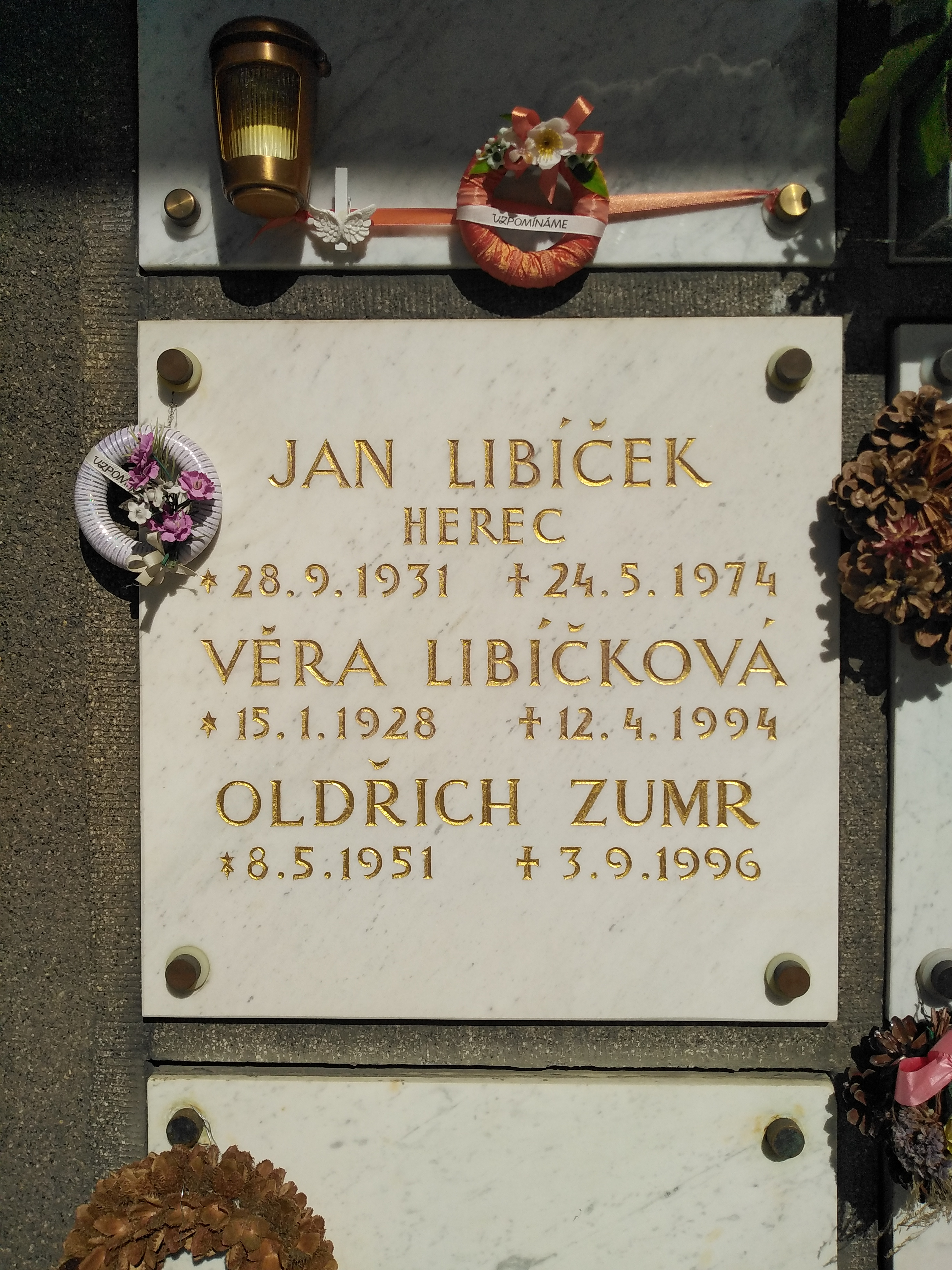
Grab des Schauspielers im Krematorium-Friedhof Strašnice Crematorium in Prag

- 1964: Mut für den Alltag (Každý den odvahu)
- 1964: Die Hofnarrenchronik (Bláznova kronika)
- 1965: 31 Grad im Schatten (90 Degrees in the Shade)
- 1965: Katja und das Krokodil (Káta a krokodýl)
- 1966: Wer will Jessie umbringen? (Kdo chce zabít Jessii?)
- 1967: Svatba jako řemen
- 1967: Das Ende des Geheimagenten W4C mit Hilfe des Hundes von Herrn Foutska (Konec agenta W4C prostrednictvím psa pana Foustky)
- 1968: Wie wird man die Helene los? (Jak se zbavit Helenky)
- 1968: Farářův konec
- 1969: Ich habe Einstein umgebracht (Zabil jsem Einsteina, pánové!)
- 1970: Mein Herr, Sie sind eine Witwe (Pane, vy jste vdova!)
- 1970: Čtyři vraždy stačí, drahoušku
- 1971: Dem Narbengesicht auf der Spur (Clovek nemi san)
- 1972: Das Mädchen auf dem Besenstiel (Dívka na koštěti)
- 1972: Sechs Bären und ein Clown (Sest medvedu s Cibulkou)
- 1973: Drei Haselnüsse für Aschenbrödel (Tři oříšky pro Popelku)
- 1973: Der Tod ist wählerisch (Smrt si vybírá)
- 1973: Eine Nacht auf Karlstein (Noc na Karlštejně)
- 1974: Fernsehen in Bublice (Televize v Bublicích aneb Bublice v televizi)
- 1974: Es war einmal ein Haus
- 1974: Welche Farbe hat die Liebe? (Jakou barvu má láska)